# Charles James Faulkner

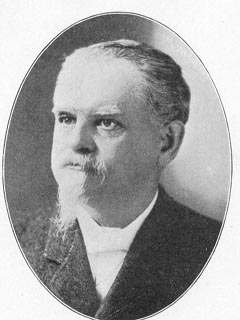
Charles James Faulkner

Charles James Faulkner, född 21 september 1847 nära Martinsburg, Virginia (numera West Virginia), död 13 januari 1929 nära Martinsburg, West Virginia, var en amerikansk demokratisk politiker. Han representerade delstaten West Virginia i USA:s senat 1887-1899.
Fadern var chef för USA:s diplomatiska beskickning i Frankrike. Faulkner gick i skola i Paris och i Schweiz. Under amerikanska inbördeskriget studerade Faulkner vid Virginia Military Institute och deltog i striderna i Amerikas konfedererade staters armé.
Efter kriget studerade Faulkner juridik. Han avlade 1868 juristexamen vid University of Virginia och arbetade sedan som advokat i Martinsburg, West Virginia och från och med 1880 arbetade han som domare. Faulkner valdes två gånger till senaten. Därefter lämnade han politiken.
Faulkners grav finns på Old Norbourne Cemetery i Martinsburg.